# Ulf Jönsson
Ulf „Puh“ Jönsson (* 25. Dezember 1958) ist ein ehemaliger schwedischer Fußballspieler. Der Abwehrspieler bestritt seine Karriere nahezu ausschließlich bei Halmstads BK.

## Werdegang
Der aus der Jugend von Halmstads BK stammende Jönsson saß im Laufe der Spielzeit 1979 mehrfach auf der Auswechselbank in der Allsvenskan, kam aber beim Meisterschaftsgewinn nicht zum Einsatz. Erst in der folgenden Spielzeit spielte er als Innenverteidiger in der höchsten schwedischen Spielklasse und etablierte sich schnell unter Trainer Jan Mak als Stammkraft. Unter diesem wie den Nachfolgern Stefan Lundin und Kenneth Rosén war er weitgehend unumstritten, während an seiner Seite mit unter anderem Alf Peterson, Tommy Frejdh, Peter Larsson, Mats-Ola Carlsson und Ola Svensson die Mitspieler in der Defensive durchwechselten. Hatte sich die Mannschaft lange Zeit im mittleren Tabellenbereich der höchsten Spielklasse etabliert, beendete sie die Spielzeit 1987 nicht zuletzt aufgrund einer Verletztenmisere auf einem Abstiegsplatz.
Während einige Mannschaftskameraden in der Folge den Klub verlassen hatten, blieb Jönsson HBK auch in der zweiten Liga treu. Unter dem neuen schottischen Trainer Stuart Baxter war er anschließend einer der Garanten für den direkten Wiederaufstieg. Gemeinsam mit dem neu verpflichteten Torbjörn Arvidsson bildete er in der folgenden Erstliga-Spielzeit 1989 das Innenverteidigerduo, mit dem der Klub als Tabellenfünfter nur knapp die Meisterschaftsendrunde verpasste. Nachdem Baxter zur folgenden Saison auf eine Dreierkette in der Abwehrformation setzte, fand er sich vermehrt auf der Ersatzbank wieder. Daraufhin verließ er nach Saisonende den Klub nach 207 Ligaspielen mit elf Toren, davon 186 Allsvenskanspiele und acht Erstligatreffer, und ließ seine Karriere unterklassig auslaufen. 
Zunächst spielte Jönsson zwei Jahre bei Nyhems BK, später war er Spielertrainer beim Amateurklub Haverdals IF. Dort verletzte er sich in einem Spiel schwer und lag zeitweise im Koma. Später war er wieder als Trainer tätig.